# UTC+05:45

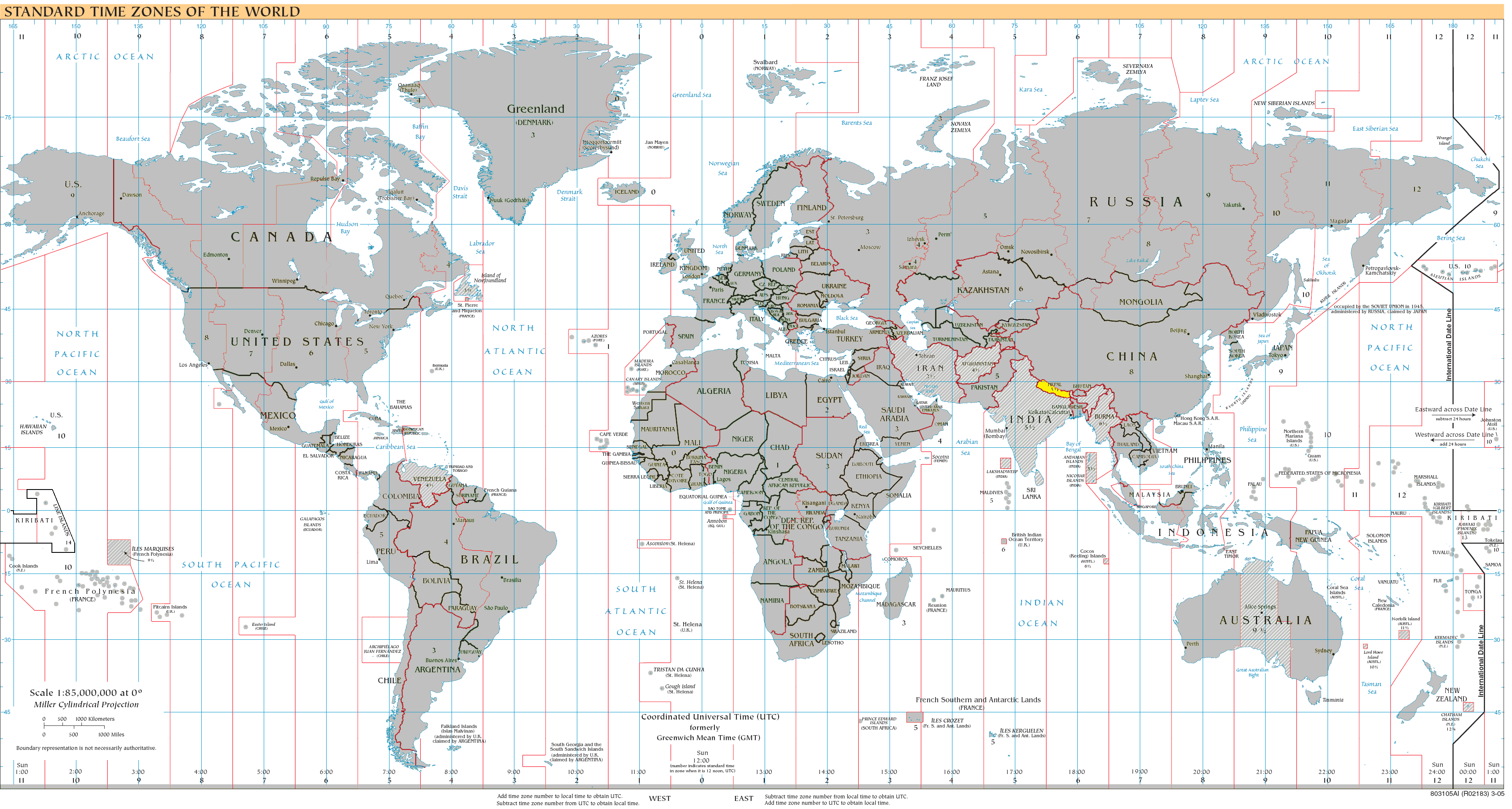
území, kde čas UTC+5¾ platí celoročně
území, kde čas UTC+5¾ neplatí
mořské plochy nespadající do pásma UTC+5¾
Poznámka: Stav k roku 2008

UTC+05:45 je zkratka a identifikátor časového posunu o +5¾ hodiny oproti koordinovanému světovému času. Tato zkratka je všeobecně užívána.
Výjimečně lze nalézt zkratku E‡ nebo E^.
Zkratka se často chápe ve významu časového pásma s tímto časovým posunem. Tento čas je neobvyklý a jeho řídícím poledníkem je 86°15′ východní délky; pásmo by teoreticky mělo rozsah mezi 78°45′ a 93°45′ východní délky.

## Jiná pojmenování
| zkratka | česky | anglicky   | poznámka | odkaz |
| NPT     | -     | Nepal Time |          | [ 4 ] |

## Úředně stanovený čas
Čas UTC+05:45 je používán na následujících územích:

### Celoročně platný čas
- Nepál — standardní čas[p 5] platný v tomto státě

## Historie
Současný stav v Nepálu platí od 1. ledna 1986, kdy byl čas posunut o čtvrt hodiny oproti dříve užívanému času UTC+05:30, který je zaveden v Indii.